# Aenasius vexans
Aenasius vexans är en stekelart som beskrevs av Kerrich 1967. Aenasius vexans ingår i släktet Aenasius och familjen sköldlussteklar.
Artens utbredningsområde är:
- Colombia.
- Costa Rica.
- Ecuador.
- Franska Guyana.
- Guyana.
- Peru.
- Venezuela.

Inga underarter finns listade i Catalogue of Life.